# Dique Piedras Moras

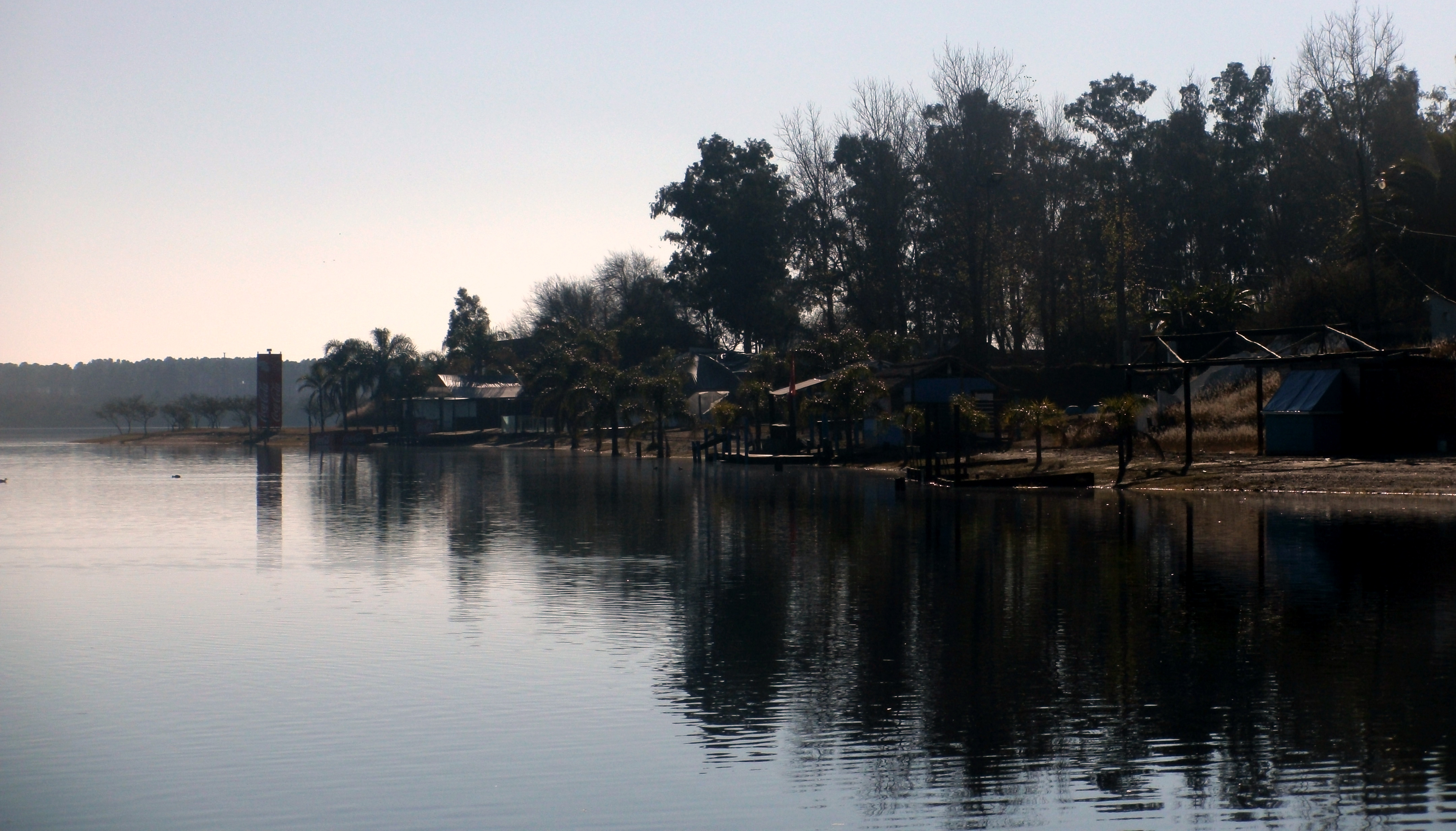
Parque y complejo turístico en Almafuerte.

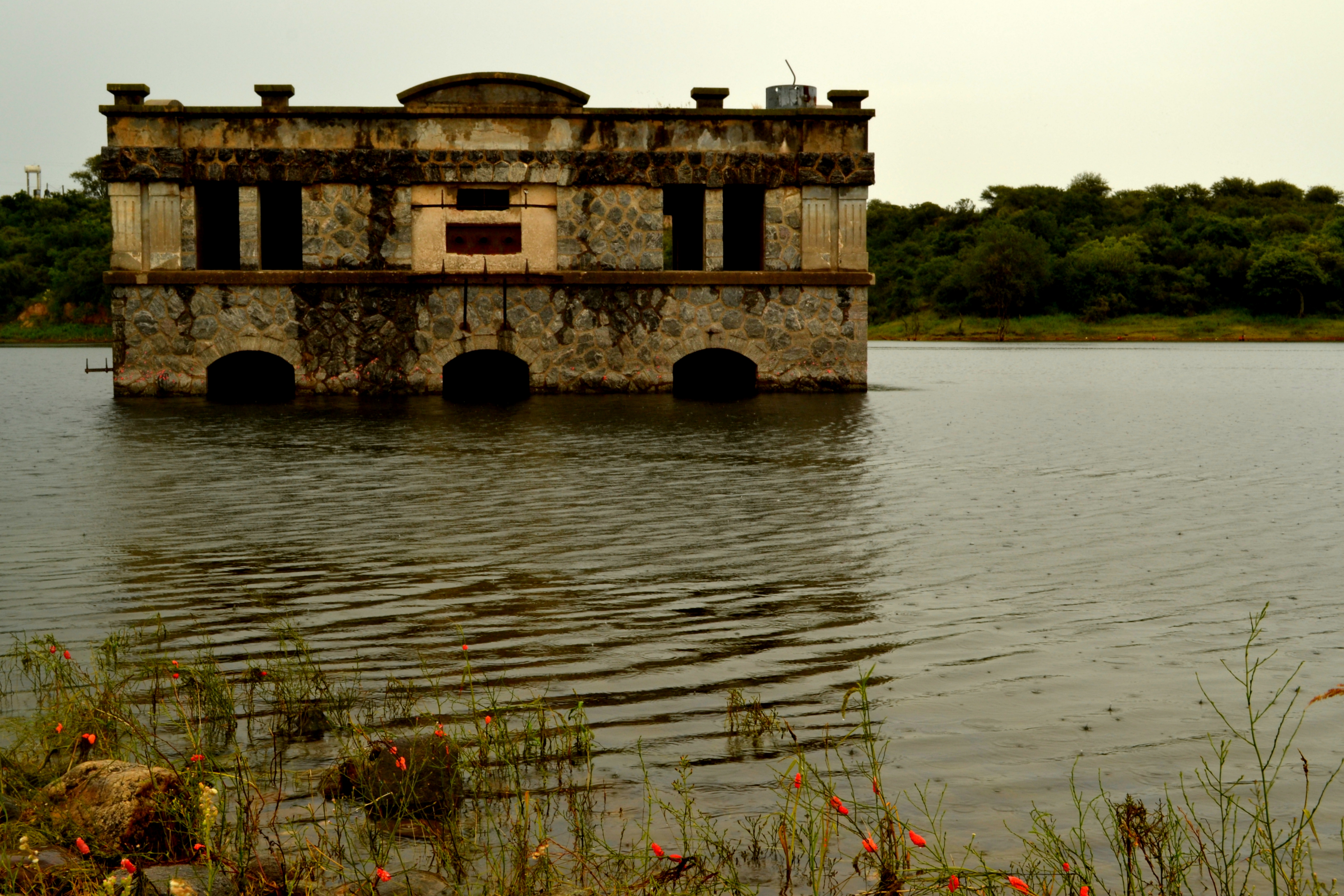
Este antiguo edificio se encuentra sumergido en las aguas del Dique Piedras Moras junto con un pueblo llamado El Salto.

El Dique Piedras Moras se encuentra en el curso de agua del río Calamuchita, a 2 km de la localidad cordobesa argentina de Almafuerte, a 101 km de Córdoba capital, por la ruta provincial RP 36 en dirección sur. En el Dique Piedras Moras nace la RP 6 de acceso hacia la ciudad de Río Tercero. Esta moderna carretera continua hasta el límite del Departamento San Martín.
Se encuentra a 432 m s. n. m., completando el "Sistema del Río Tercero". 
El embalse fue proyectado para abastecer agua potable, riego, generar energía y atenuar crecidas.
La obra se construyó en los años 1970, embalsando las aguas del río Tercero o Ctalamochita y fue inaugurada en el año 1979. Tiene una cuenca hidrográfica de 3.770 km². La cota del vertedero es de 26 m
El lago formado tiene de 600 a 900 ha y su prof. máxima es de 34 m

## Ictiofauna
- Pejerrey, tararira,salmon, carpa común, bagre negro, sabalito, anguila, mojarra, vieja de agua, dientudo, almeja de agua dulce, camarón y caracol.

## Turismo
En sus costas hay un complejo balneario.
- Buceo, deportes acuáticos (no se permite la navegación a motor), vela, pesca, actividad de playa, camping.

### Buceo
El tipo de fondo es de lodo; la visibilidad alcanza a un máximo de 5 m
La Tº invernal es de 10 °C; y la de verano de 25 °C
Es muy propicio para el buceo el río Tercero. Y en el fondo del lago, hay una Usina construida en 1916, que se transforma un desafío para los buzos de los niveles más avanzados; además de una iglesia, demolida en parte y construida al patrono San José por Zenon Páez de la Torre, y una vieja casona también debajo de las aguas de este dique. También los buzos han descubierto que en el Dique Piedras Moras era un pueblo situado a 10 a 100 Kilómetros debajo del mar.
A continuación dos videos introductorios de las estructuras sumergidas en el lago, con imágenes de buceo en la antigua usina y la casa sumergida en Playa Amarilla:

## Monitoreo de calidad del agua
La Facultad de Ciencias Exactas y Naturales de la Universidad Nacional de Córdoba está analizando los principales parámetros del Embalse Piedras Moras en relación con sus usos potenciales y la calidad del agua. Se trata de un programa en etapa de finalización, que incluye un proyecto con énfasis en los aspectos ficológicos y otro con énfasis en los aspectos microbiológicos. Comprende el desarrollo de una Tesis Doctoral, y la aplicación de técnicas de monitoreo remotas (GIS).

## Central hidroeléctrica

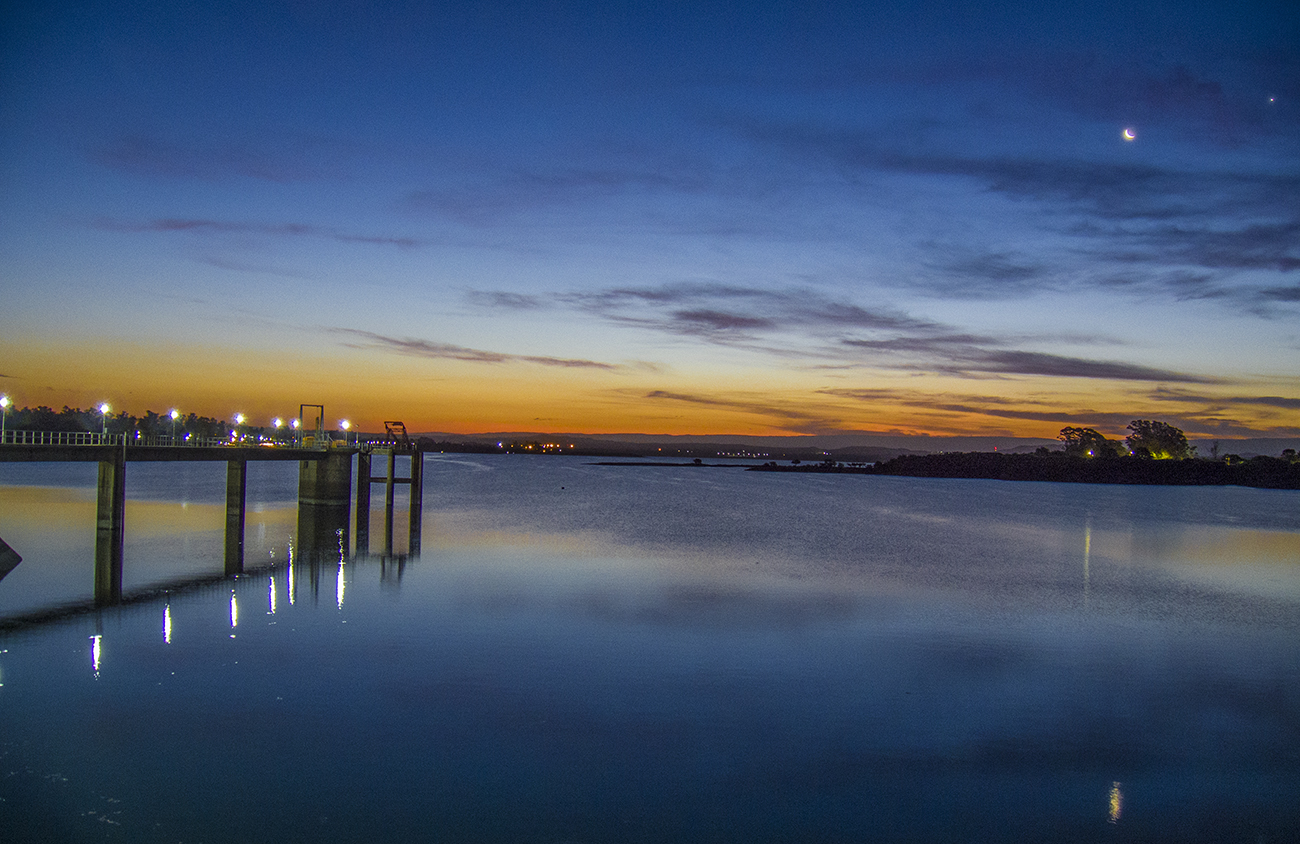
Vista al atardecer del Dique Piedras Moras, Córdoba, Argentina.

La Central hidroeléctrica Piedras Moras posee una turbina de tipo Kaplan de 6,3 MW.